# Stinsenpflanze

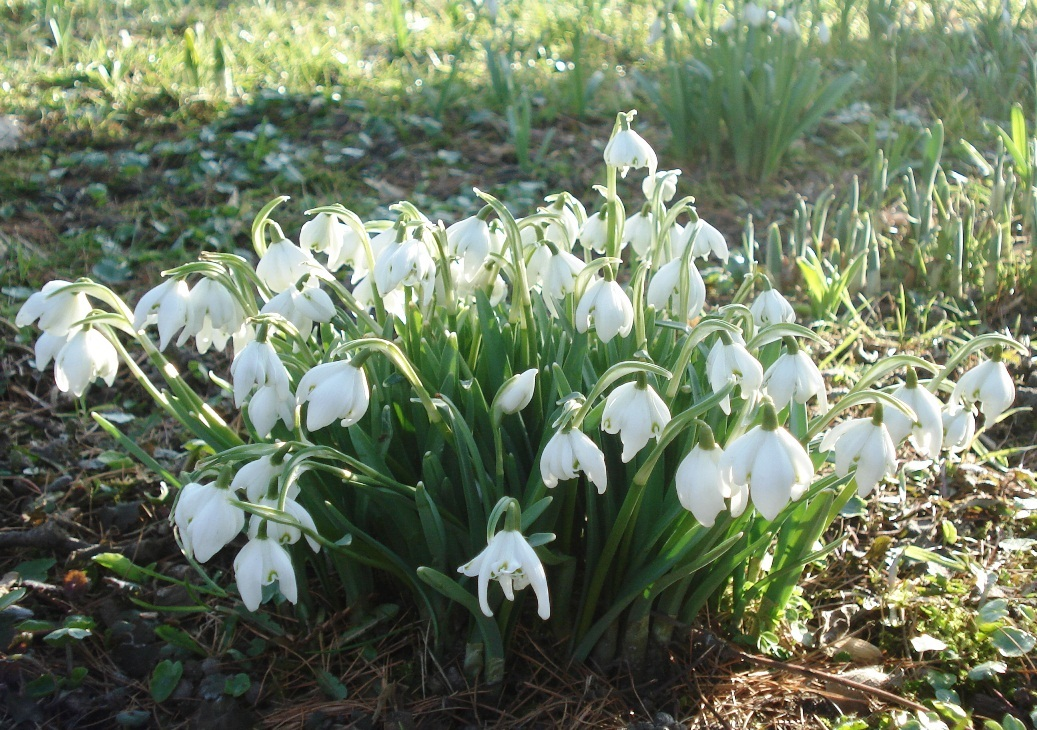
Ein Beispiel für eine Stinsenpflanze: Schneeglöckchen (Galanthus nivalis) in einer vor Jahrzehnten als Beet genutzten Rasenfläche

Stinsenpflanzen (auch Stinzenpflanzen) sind eine Gruppe von Agriophyten, also vom Menschen am betrachteten Ort eingeführte Pflanzen. Sie stellen hinsichtlich ihres Vorkommens und ihrer Ausbreitung im nördlichen Mitteleuropa eine Besonderheit dar, weil sie nach ihrer Pflanzung an einem (geeigneten) Standort auch ohne menschlichen Einfluss überleben, sich vermehren und verwildern. Damit werden sie zu einem Bestandteil der natürlichen Vegetation. Ihre Verbreitung beschränkt sich jedoch auch über lange Zeiträume üblicherweise auf den unmittelbaren Bereich ihrer ursprünglichen Pflanzung. 
Vorkommen dieser Pflanzen sind damit Kulturrelikte und zeigen mit ihrem Vorkommen (z. B. auf Rasenflächen, in Gebüschen) an, dass sich in dem jeweiligen Gebiet ein Garten o. ä. befunden hat. Ein erheblicher Teil der Stinsenpflanzen gehört zu den Frühjahrsblühern.

## Begriffsherkunft
Der Begriff leitet sich von dem friesischen Begriff für „Steinhaus“ ab. In früheren Jahrhunderten (insbesondere im späten Mittelalter und der frühen Neuzeit) stellten – bedingt durch die höheren Baukosten – Steinhäuser eine Ausnahme dar. Die meisten Steinhäuser waren Schlösser, Klöster, Herrenhäuser, Gutshöfe, Kirchen und Pastorate. Diese Steinhäuser besaßen häufig Gärten oder Garten-/Parkanlagen, in denen u. a. Zierpflanzen ausgepflanzt wurden – darunter auch Blühpflanzen, die heute als „Stinsenpflanzen‘“ bezeichnet werden.
Während die Steinhäuser im Laufe der Zeit z. T. verschwanden und/oder die Gärten bzw. Garten-/Parkanlagen umgestaltet oder aufgelöst wurden, haben sich die dort ausgepflanzten nicht heimischen Zierpflanzen bis heute erhalten und geben einen Hinweis auf die ursprünglichen Gärten und deren Ausdehnung.

## Liste von Stinsenpflanzen (Auswahl)
- Gewöhnliche Sternhyazinthe (Chionodoxa luciliae)
- Amethyst-Blaustern (Chouardia litardierei)
- Krokusse (Crocus)
  - Elfen-Krokus (Crocus tommasinianus)
  - Frühlings-Krokus (Crocus vernus), darunter Crocus napolitanus
- Winterling (Eranthis hyemalis)
- Schachblume (Fritillaria meleagris)
- Kleines Schneeglöckchen (Galanthus nivalis)
- Traubenhyazinthen (Muscari)
  - Armenische Traubenhyazinthe (Muscari armeniacum)
  - Kleine Traubenhyazinthe (Muscari botryoides)
- Narzissen (Narcissus) (ursprüngliche/alte Sorten)
- Nickender Milchstern (Ornithogalum nutans)
- Sibirischer Blaustern (Scilla siberica)
- Wilde Tulpe (Tulipa sylvestris)
- Kleines Immergrün (Vinca minor)
- Bärlauch (Allium ursinum)

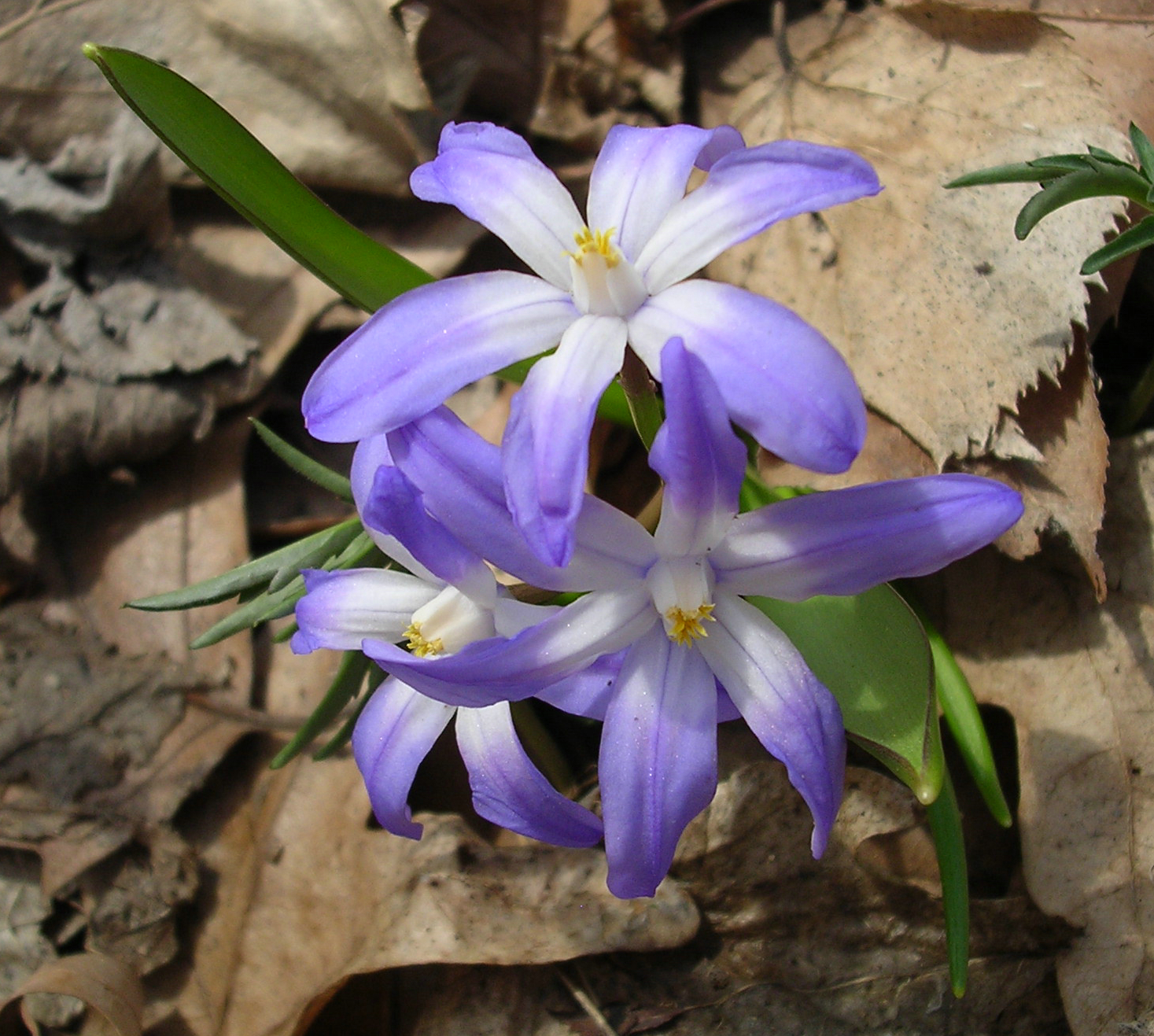
Gewöhnliche Sternhyazinthe
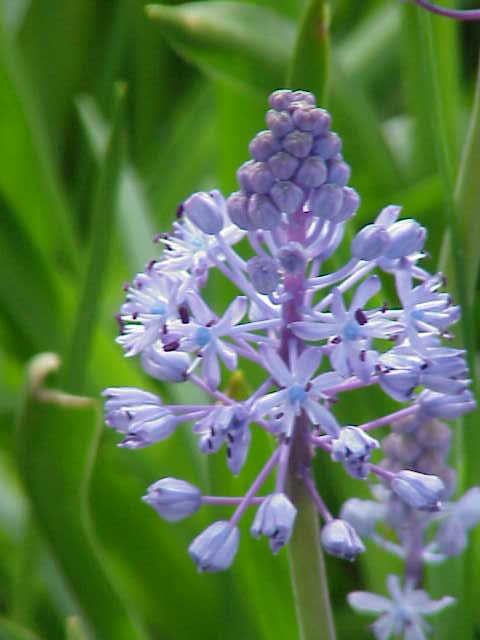
Amethyst-Blaustern
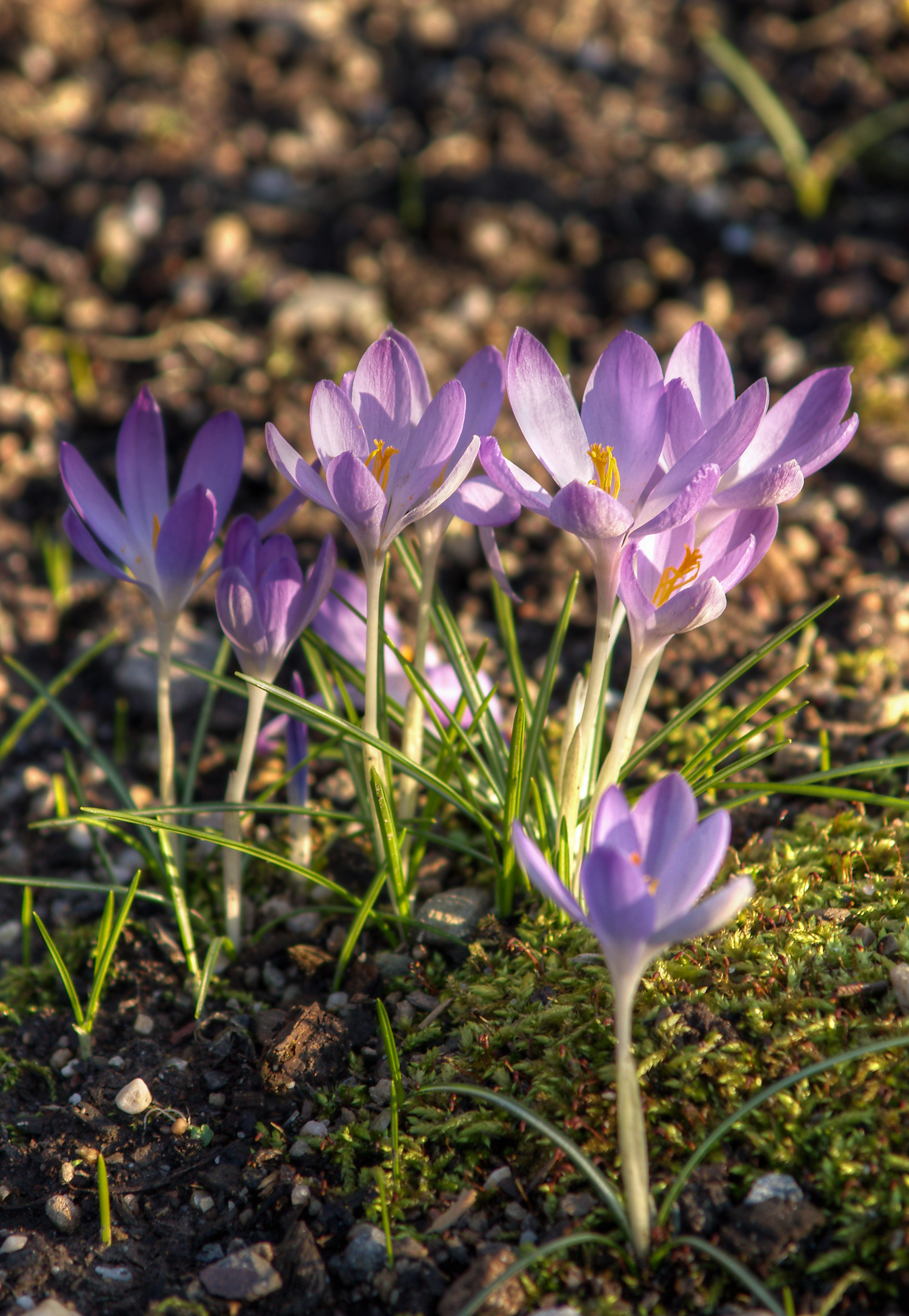
Elfen-Krokus
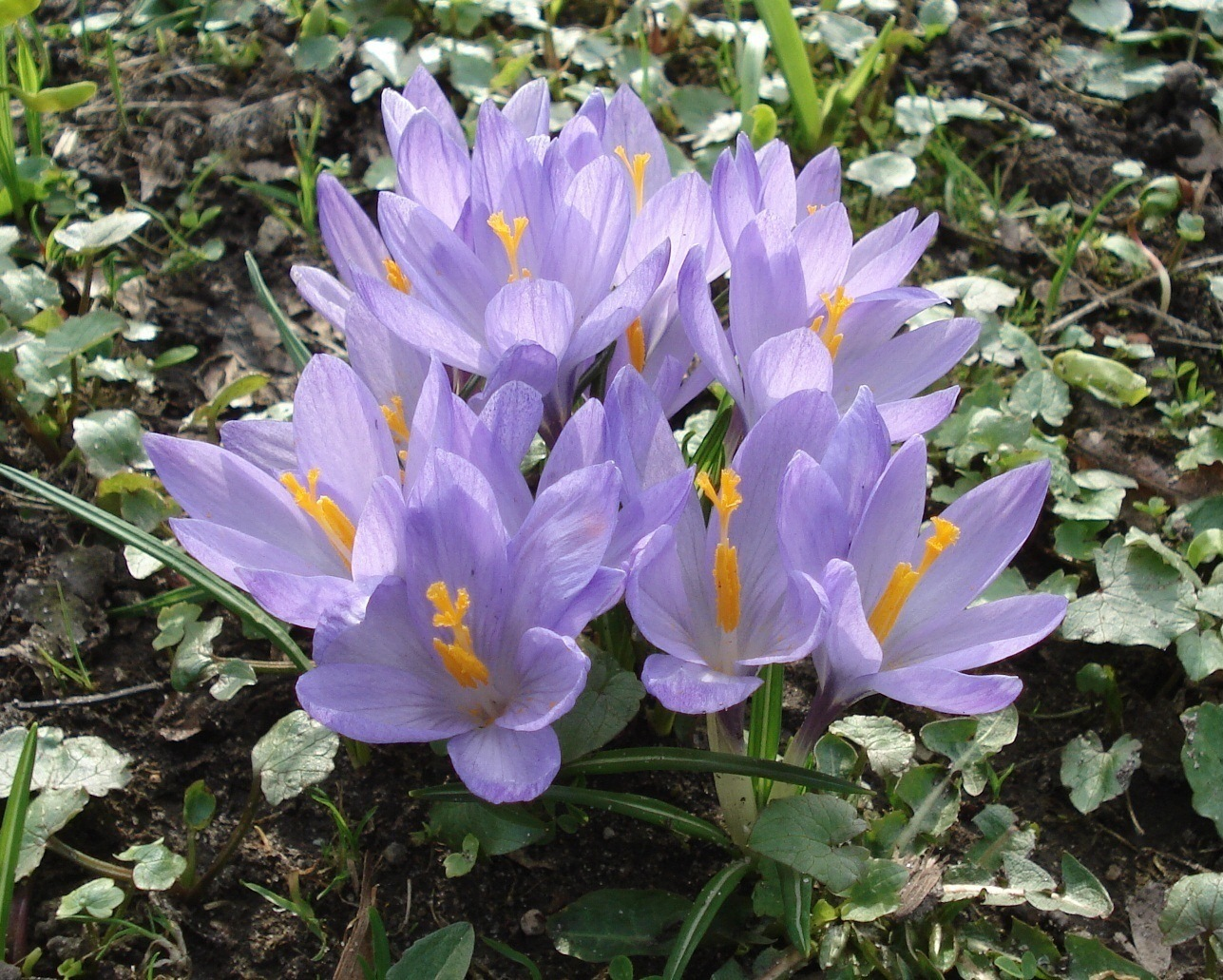
Crocus napolitanus
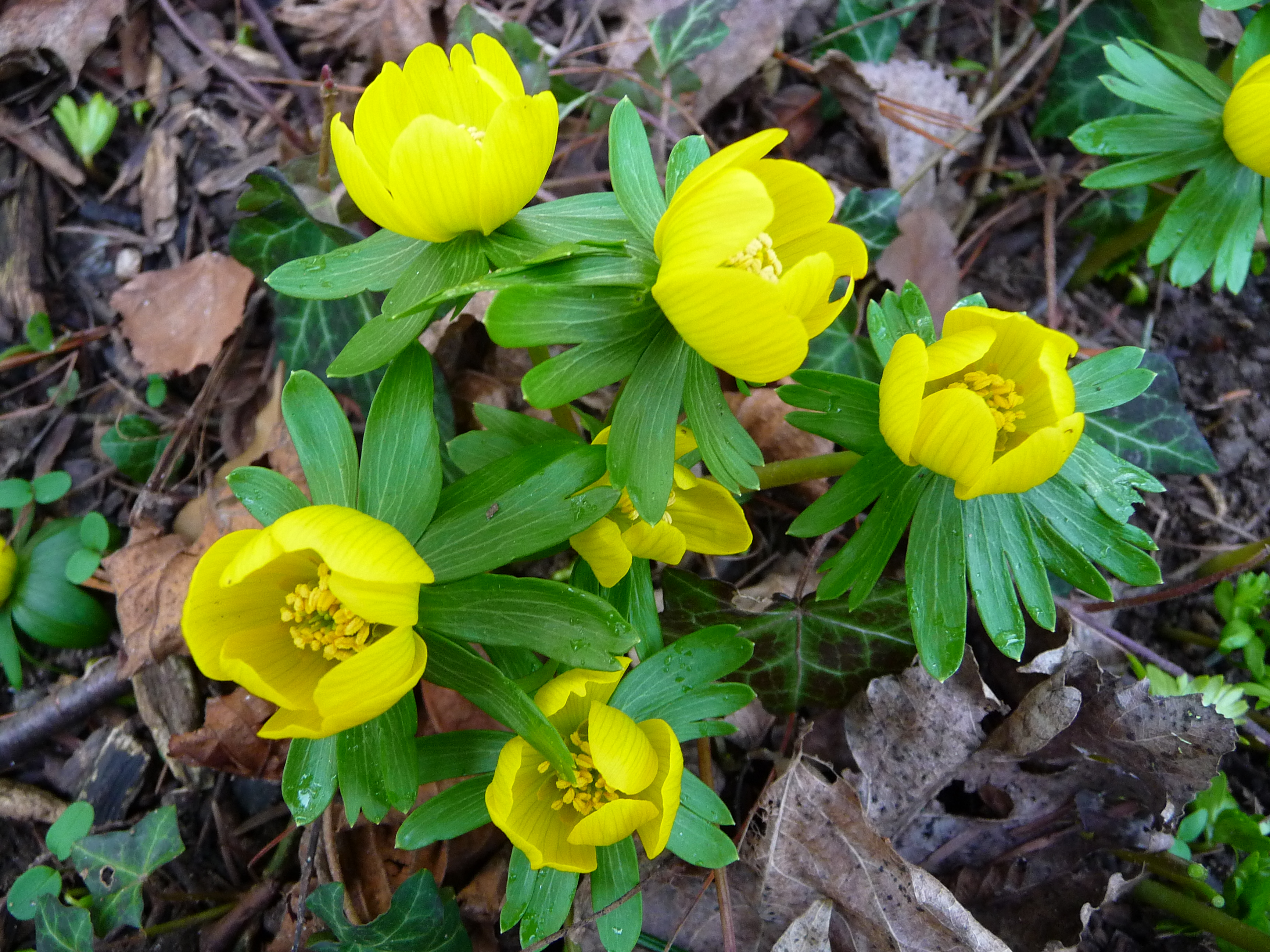
Winterling
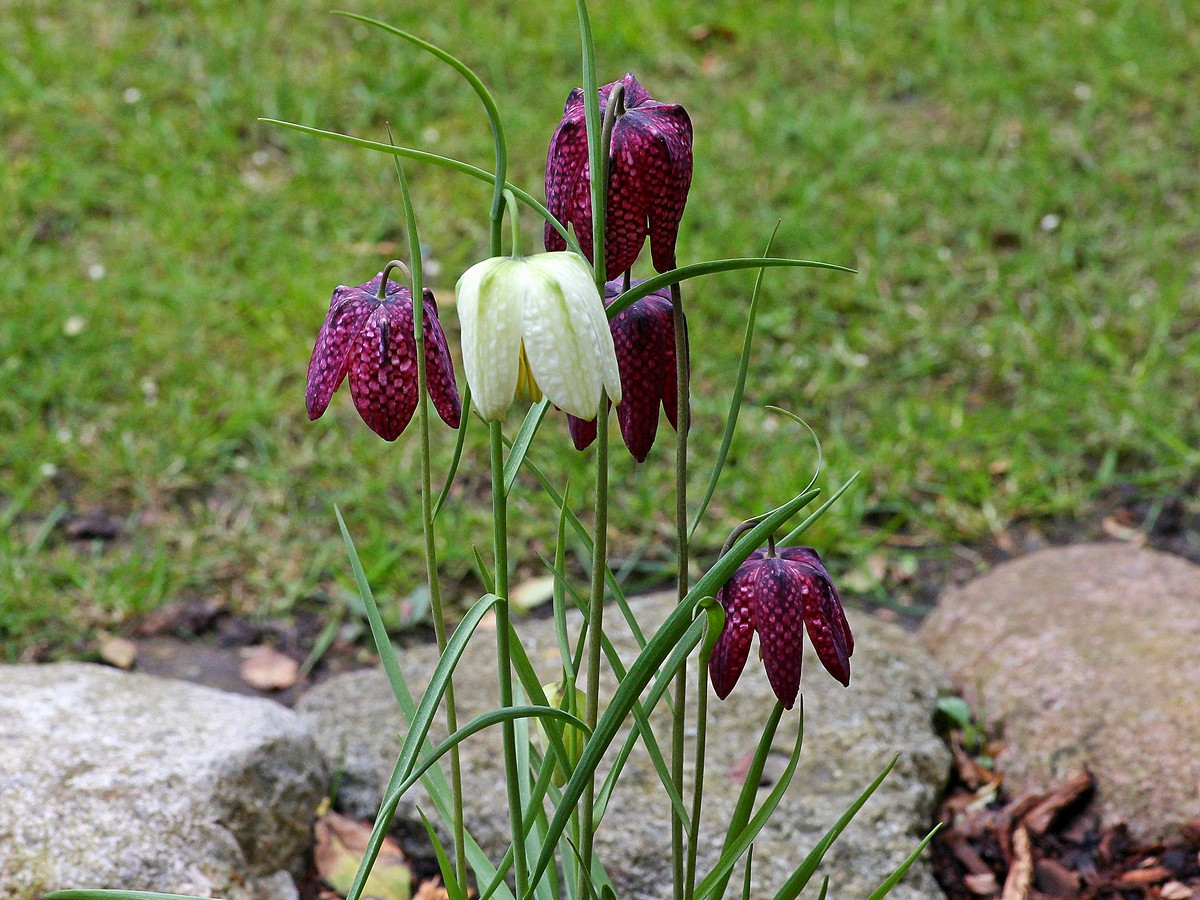
Schachblume
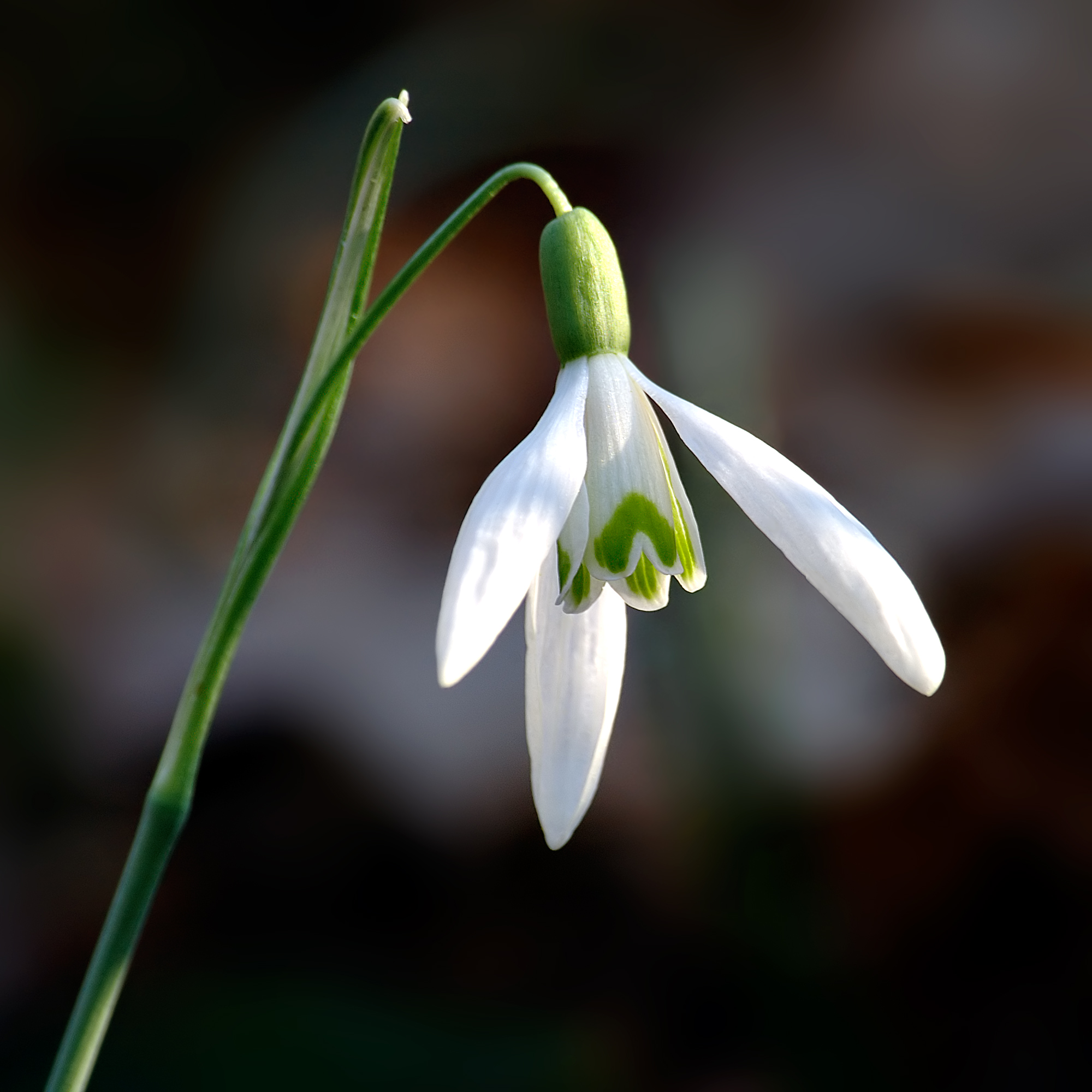
Kleines Schneeglöckchen
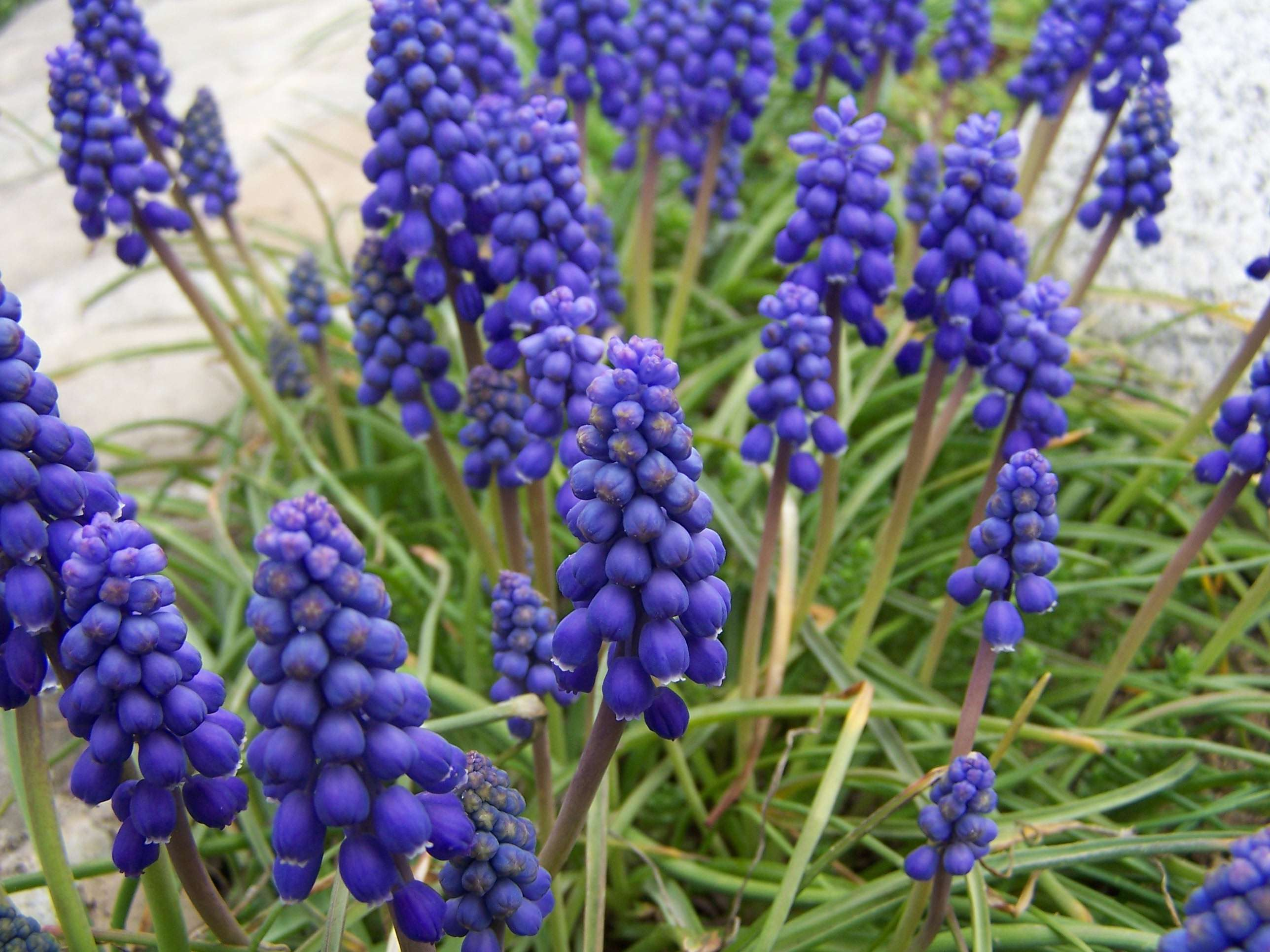
Armenische Traubenhyazinthe
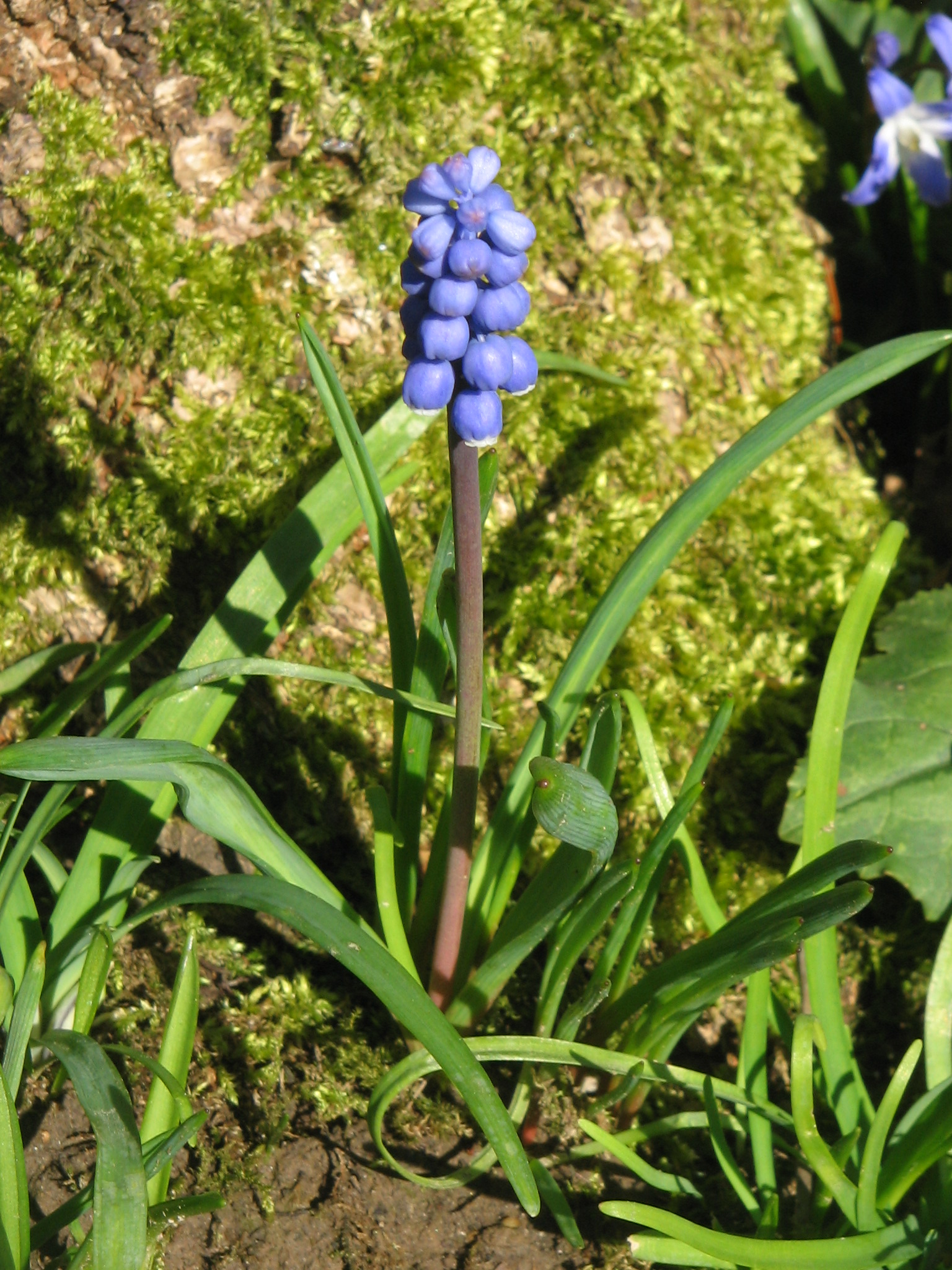
Kleine Traubenhyazinthe
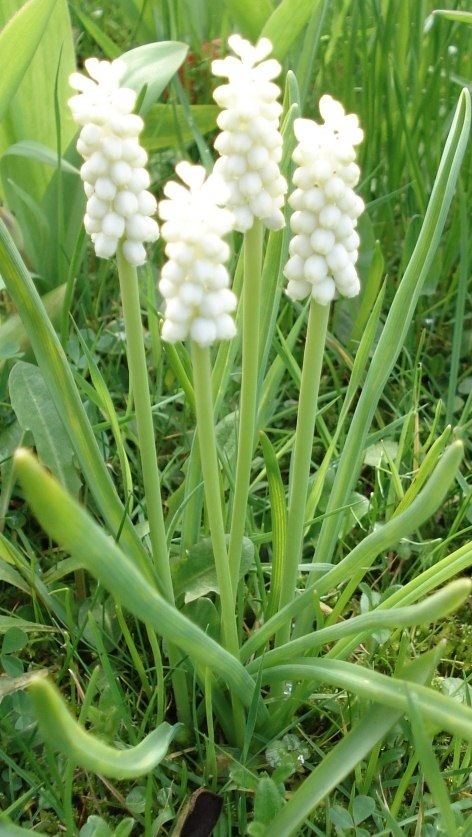
Traubenhyazinthe mit weißer Färbung
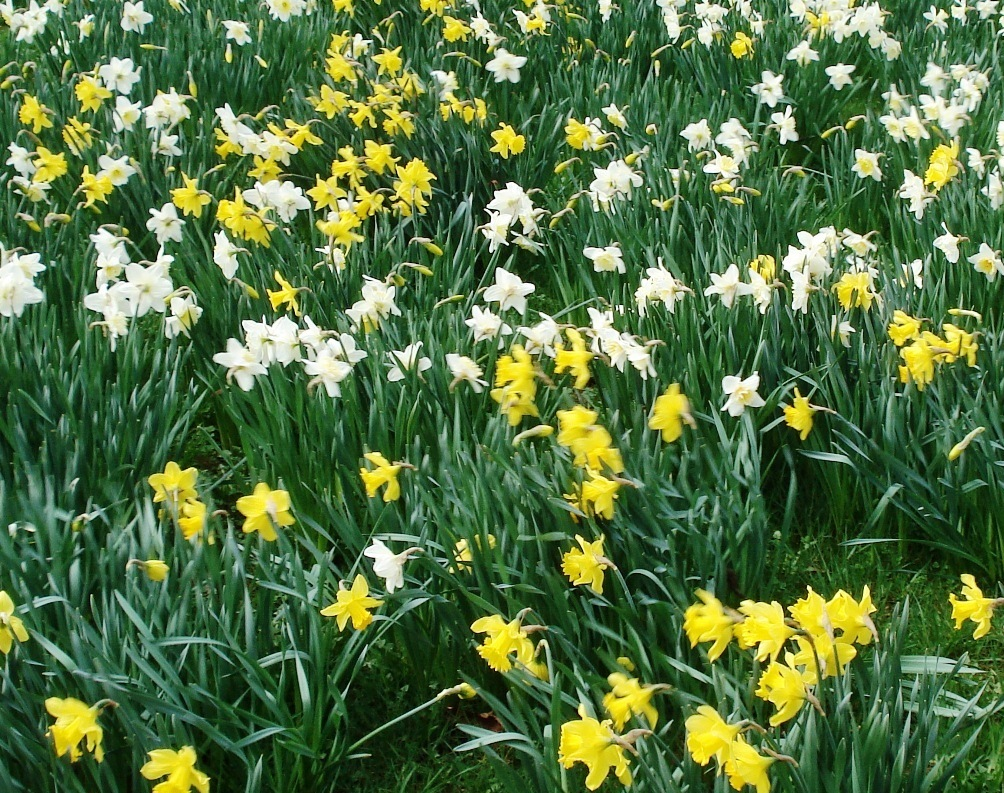
Narzissen in verschiedenen Farben
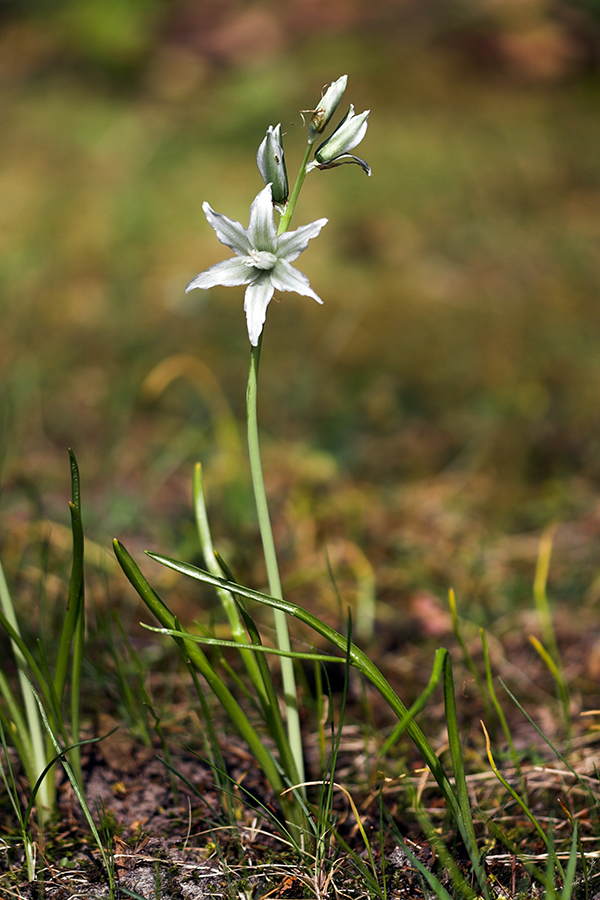
Nickender Milchstern
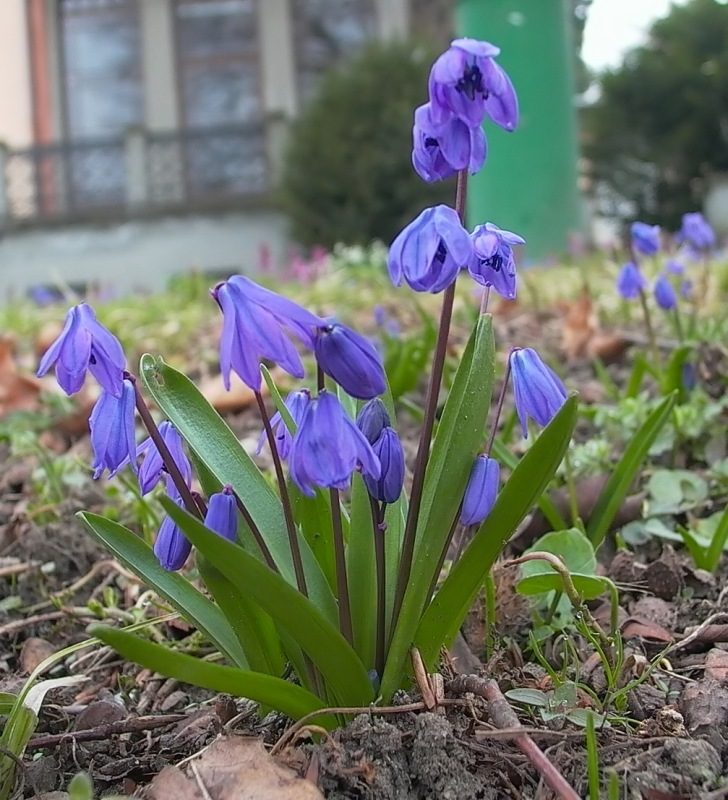
Sibirischer Blaustern
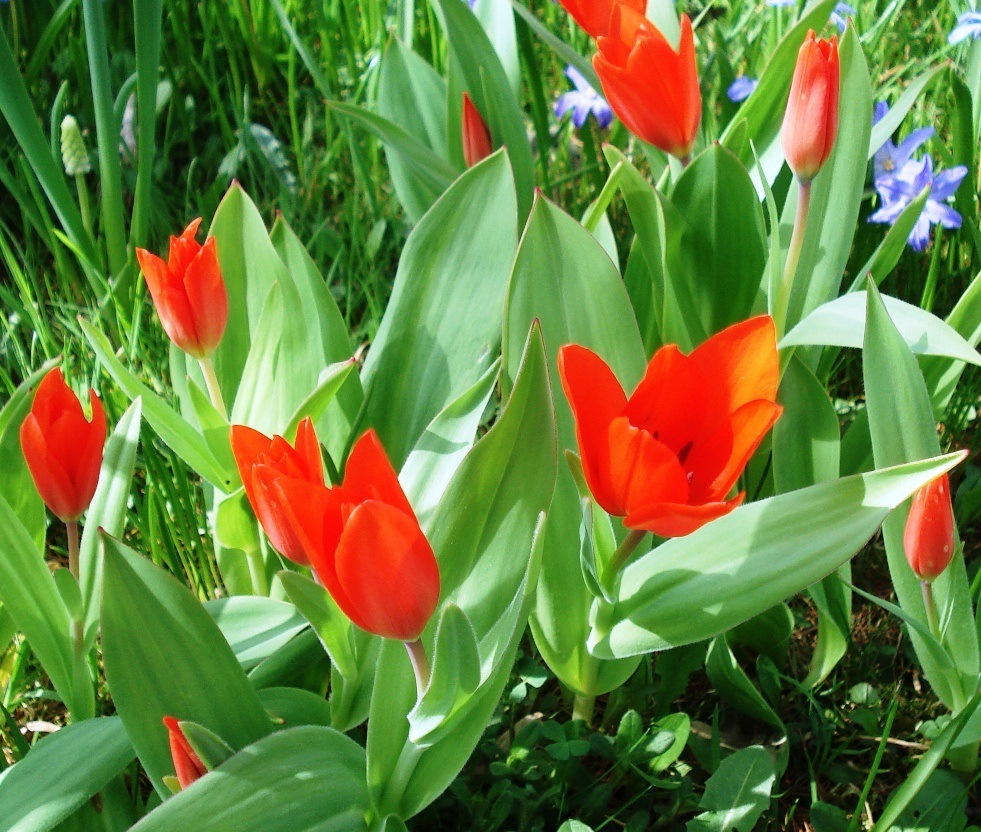
Wildtulpe
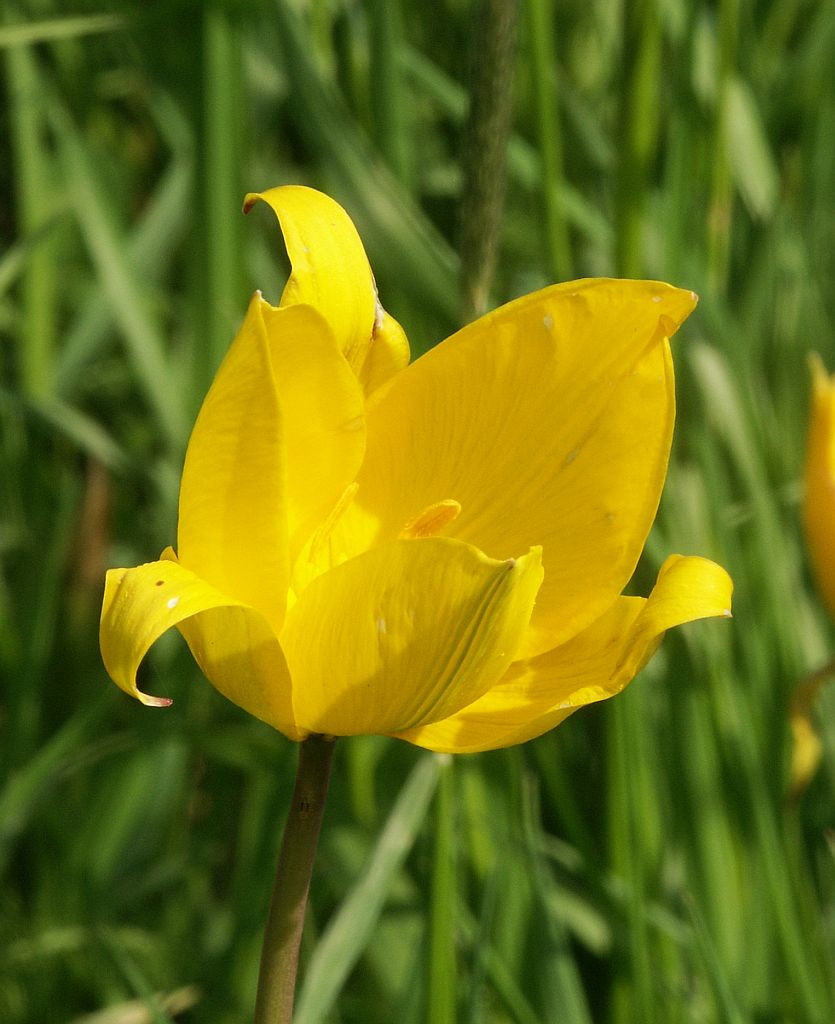
Wilde Tulpe
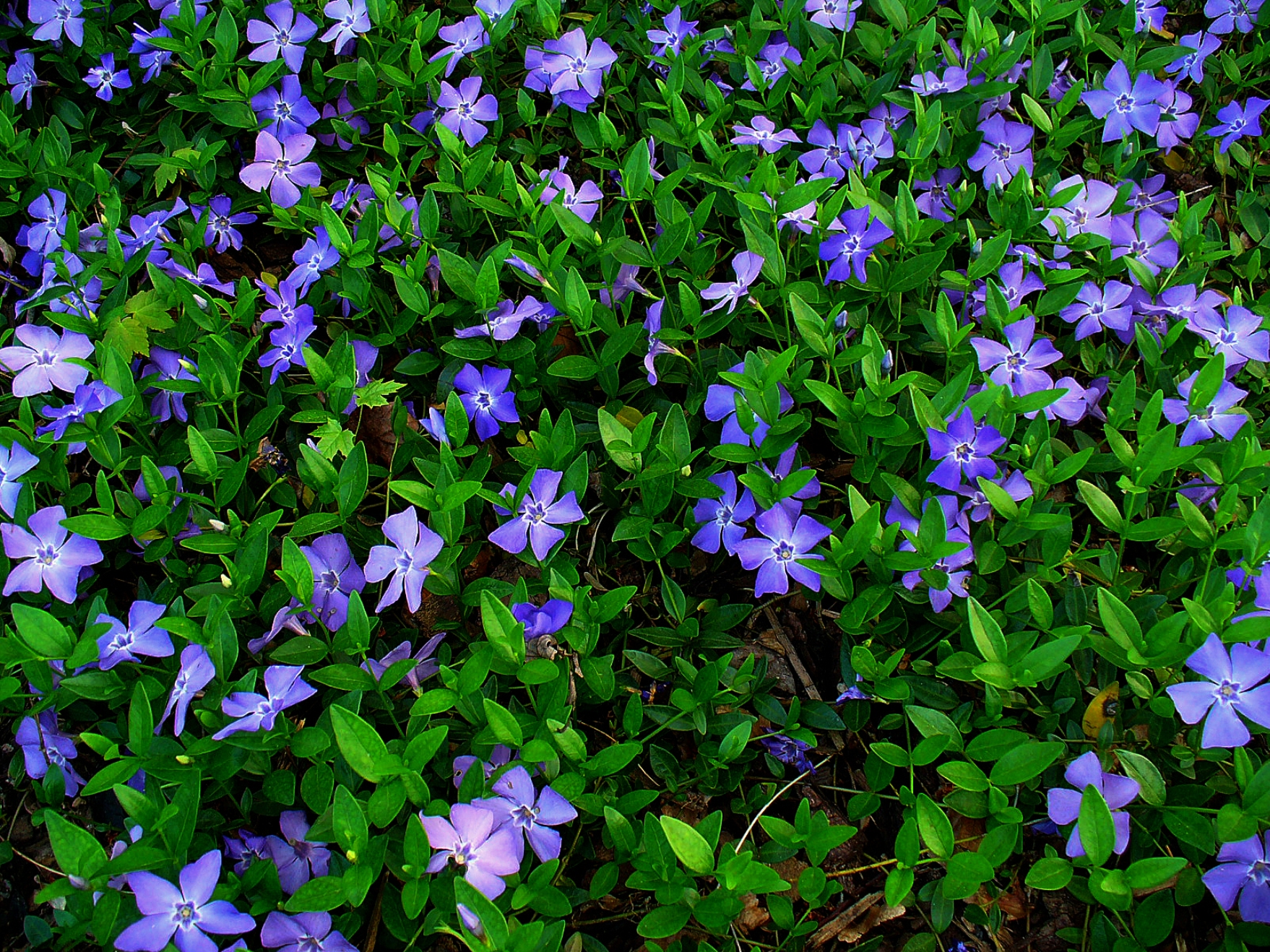
Kleines Immergrün

## Beispiele für Vorkommen von Stinsenpflanzen
| wissenschaftlicher Name | Trivialname           | Ort                                            | Bild | Bemerkungen                                                  |
| ----------------------- | --------------------- | ---------------------------------------------- | ---- | ------------------------------------------------------------ |
| Crocus napolitanus      |                       | Schlosspark des Husumer Schlosses              |      | überregional bekanntes Ereignis der Husumer Krokusblüte      |
| Eranthis hyemalis       | Winterling            | Rautal, Jena                                   |      |                                                              |
| Fritillaria meleagris   | Schachblume           | NSG Schachblumenwiesen bei Sassenberg          |      | vermutlich Gartenflüchtlinge aus ehemaligem Schlossgarten    |
| Fritillaria meleagris   | Schachblume           | Sinnwiesen von Altengronau                     |      |                                                              |
| Ornithogalum nutans     | Nickender Milchstern  | Schlosspark des Schlosses Paretz               |      |                                                              |
| Scilla siberica         | Sibirischer Blaustern | Nordpark Magdeburg                             |      |                                                              |
| Scilla siberica         | Sibirischer Blaustern | Stadtteilfriedhof Lindener Berg, Hannover      |      |                                                              |
| Tulipa sylvestris       | Wilde Tulpe           | bei Schloss Brake, Lemgo                       |      | vermutlich verwildert aus einem Barockgarten                 |
| Allium ursinum          | Bärlauch              | - im Norden von Schleswig-Holstein - im Taunus |      | von künstlichen Anpflanzungen aus selbstständig ausgebreitet |